# Tonto Village, Arizona
Tonto Village je naseljeno područje za statističke svrhe u američkoj saveznoj državi Arizona. Prema popisu stanovništva iz 2010. u njemu je živjelo 256 stanovnika.